# Cantone di Cambrai-Ovest
Il Cantone di Cambrai-Ovest era una divisione amministrativa dell'arrondissement di Cambrai.
È stato soppresso a seguito della riforma complessiva dei cantoni del 2014, che è entrata in vigore con le elezioni dipartimentali del 2015.
Comprendeva parte della città di Cambrai e i comuni di:
- Abancourt
- Aubencheul-au-Bac
- Bantigny
- Blécourt
- Cuvillers
- Fontaine-Notre-Dame
- Fressies
- Haynecourt
- Hem-Lenglet
- Neuville-Saint-Rémy
- Paillencourt
- Proville
- Raillencourt-Sainte-Olle
- Sailly-lez-Cambrai
- Sancourt
- Tilloy-lez-Cambrai